# 西大山駅
西大山駅（にしおおやまえき）は、鹿児島県指宿市山川大山にある、九州旅客鉄道（JR九州）指宿枕崎線の駅である。同県最南端及びJR日本最南端の駅である。

## 概要
北緯31度11分に位置し、1960年の開設以来長らく日本最南端の駅だったが、2003年の沖縄都市モノレール線（ゆいレール）開通に伴い、同線赤嶺駅（沖縄県那覇市、北緯26度11分36秒）にその地位を渡した。その際、「日本最南端の駅」の標柱を「本土最南端の駅」に改めたが、「沖縄は本土では無いのか」との意見が寄せられたことから、2004年に表記を「JR日本最南端の駅」へ変更している。
なお、鉄道事業法に基づく、現存する普通鉄道（通常の軌条を用いた鉄道）の駅としては従来通り日本最南端である。但し、軌条を用いた路線としては、鹿児島県屋久島の安房森林軌道（いわゆるトロッコ）がこれより南にある。
一部列車はこの駅で数分の停車時間を確保する乗客サービスを行っている。

## 歴史
- 1960年（昭和35年）3月22日：国鉄指宿線（現・指宿枕崎線）の駅として開設[3][4]。気動車の旅客のみ取扱う無人駅[5]。
- 1963年（昭和38年）10月31日：指宿線が指宿枕崎線へ改称、同線の駅となる[3]。
- 1987年（昭和62年）4月1日：国鉄分割民営化に伴い、JR九州の駅となる[3]。

## 駅構造
下り列車進行方向（枕崎方面）に向かって右側に単式ホーム1面1線を有する地上駅。
無人駅。駅舎は無く、直接ホームへ入る形となっている。
記念入場券は山川駅と指宿駅で販売している他、宿泊施設等でプレゼントとして配布している所もある。

## 利用状況
2015年度の1日平均乗車人員は44人である。
| 年度   | 1日平均 乗車人員 | 1日平均 乗降人員 |
| ------ | ---------------- | ---------------- |
| 2003年 | 12               |                  |
| 2004年 | 16               |                  |
| 2005年 | 14               | 28               |
| 2006年 | 16               | 33               |
| 2007年 | 10               | 19               |
| 2008年 | 13               | 28               |
| 2009年 | 22               | 44               |
| 2010年 | 22               | 42               |
| 2011年 | 49               | 98               |
| 2012年 | 51               | 111              |
| 2013年 | 63               | 132              |
| 2014年 | 53               | 114              |
| 2015年 | 44               | 99               |

## 駅周辺
駅北側に漬物工場「中園久太郎商店」があり、併設する直売所兼観光案内所では当駅到達証明書発売も行っている。この他は特段の施設は無く、周囲には畑が広がっている。周辺地形は平坦である他、国道226号が至近を通過しており、駐車場も整備されているため自動車によるアクセスは比較的容易であるが、『秘境駅へ行こう!』等の著書がある牛山隆信は、特に列車本数の少なさから到達が困難であることを理由として、当駅を「秘境駅」の1つと定義している。
また、駐車場内には簡易な東屋が設置されており、周辺ではフリーWi-Fiも利用できる。
駅からは開聞岳が一望出来、この眺望と「最南端」の標識や車両をあわせてポスターなど広報写真の主題としてしばしば取り上げられている。また、駅付近にある「西大山踏切」は日本最南端の踏切である。
長崎鼻及び長崎鼻パーキングガーデン、またフラワーパークかごしまの最寄駅ではあるが、これらの施設では指宿駅や山川駅からのアクセスを推奨している。
観光ポスターなどのイメージからか当駅は海抜が低い平坦地にあるように思われがちだが、実際には成川トンネル西側抗口から入野駅の付近は数万 - 10万年前の阿多火砕流によって形成された、最大で100メートルの厚さの堆積物による台地上にあり、当駅の海抜は約64メートルと指宿枕崎線の中では最も高く、太平洋方向の眺望はおおむね良い。

### 駅周辺の交通
当駅近くには路線バス運行は無いが、駅東側の踏切を渡り南東（海側）に約2km程進んだ所にある徳光小学校近くに、鹿児島交通徳光小前バス停と指宿市循環バスであるイッシーバス徳光公民館バス停がある。鹿児島交通は全便60分間隔ダイヤが組まれている「のったりおりたりマイプラン」線を利用出来、指宿駅・山川駅・開聞駅いずれにも行ける他、長崎鼻、たまて箱温泉で知られるヘルシーランドへもアクセス可能。

## ギャラリー

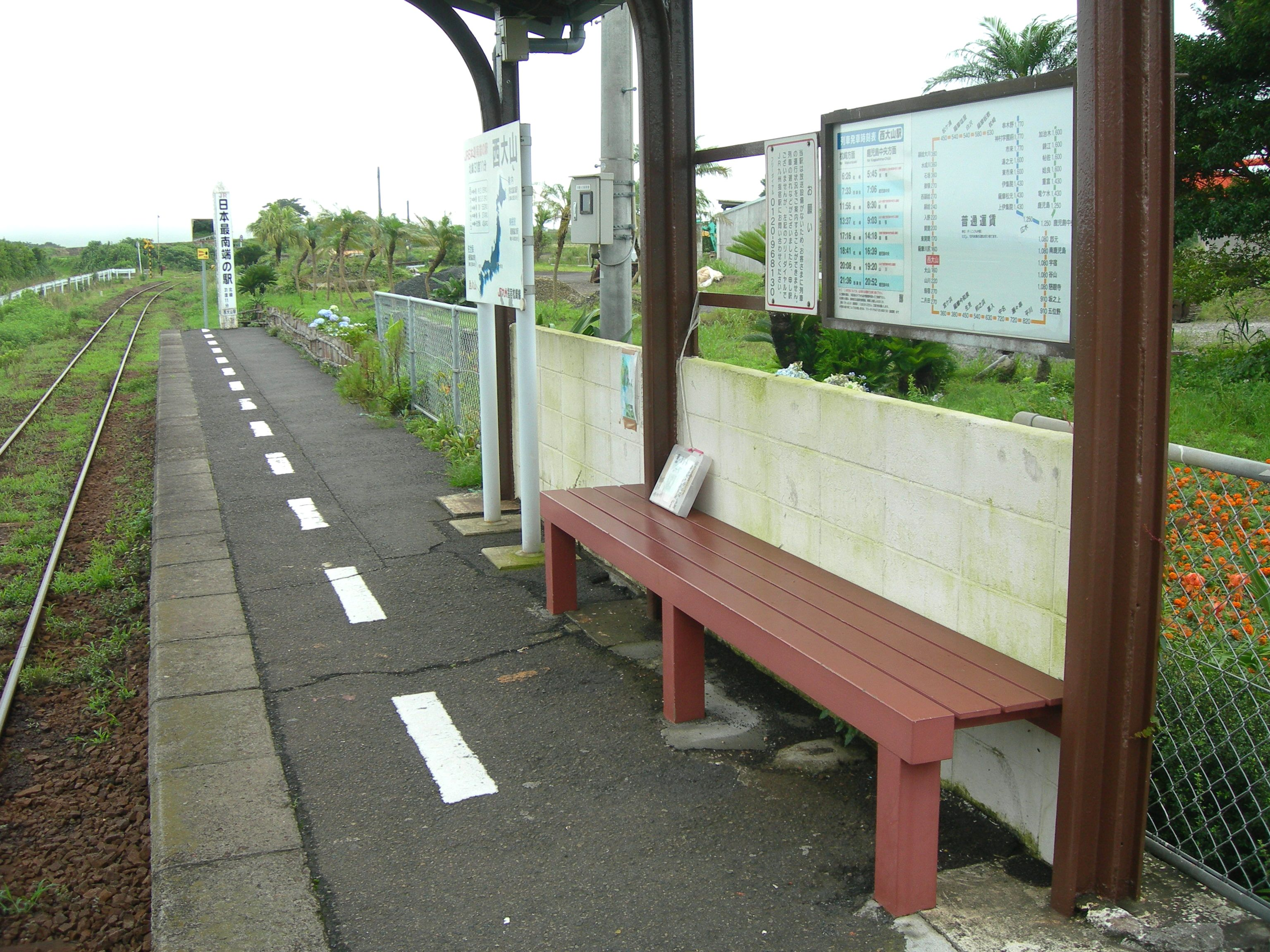
ホーム（2010年6月）
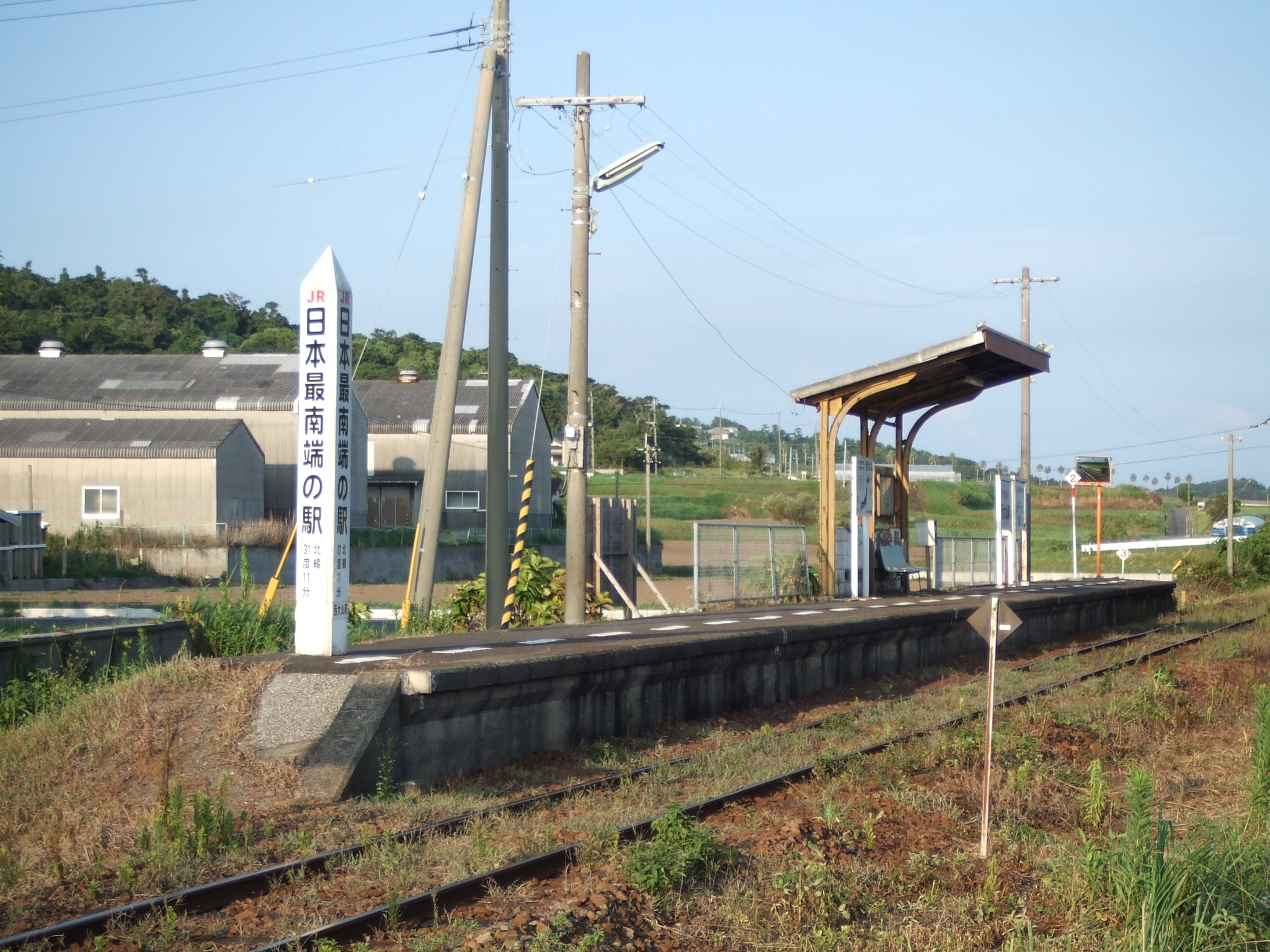
駅全景（2006年8月）
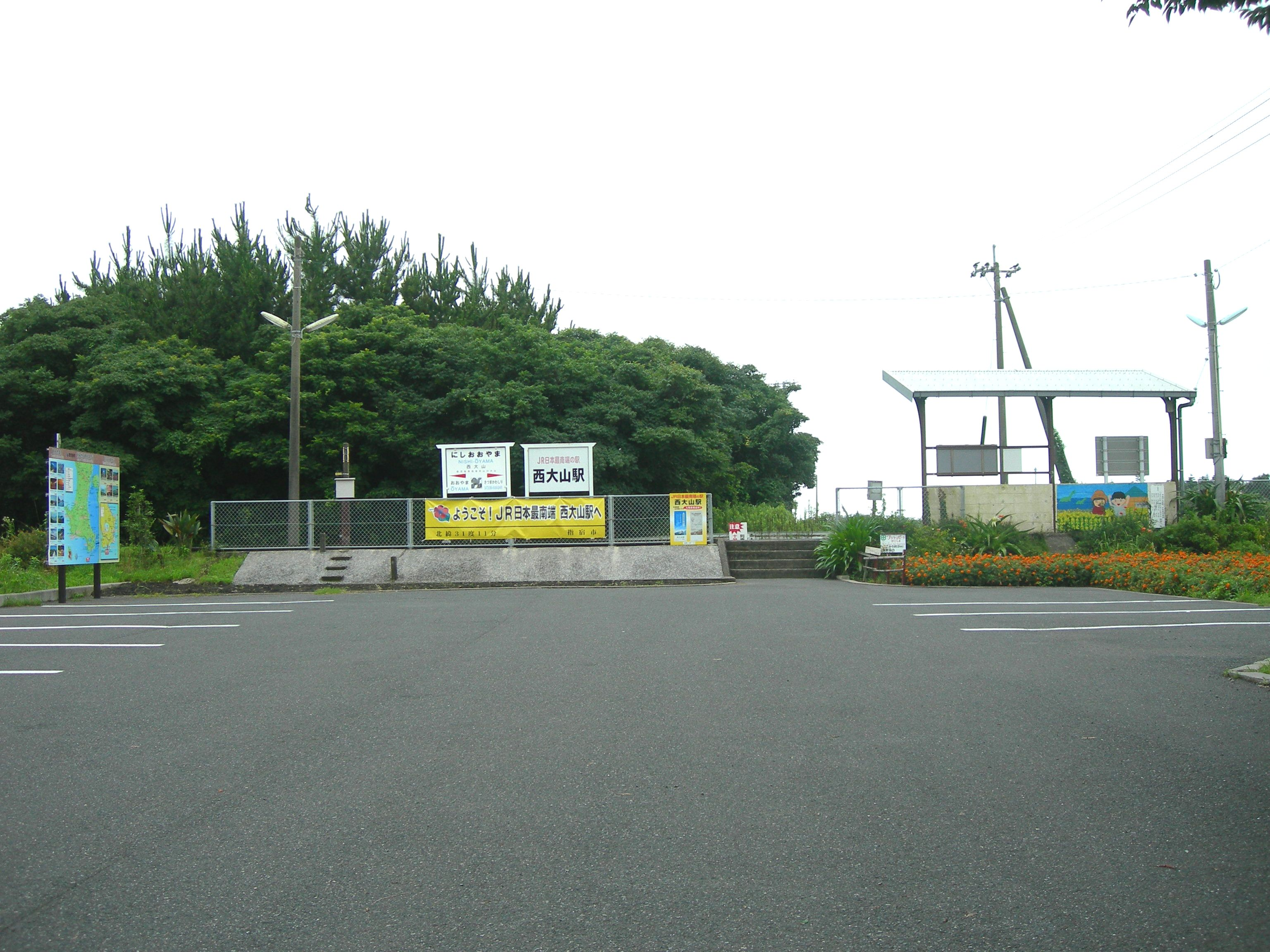
駐車場整備後の駅前（2010年6月）
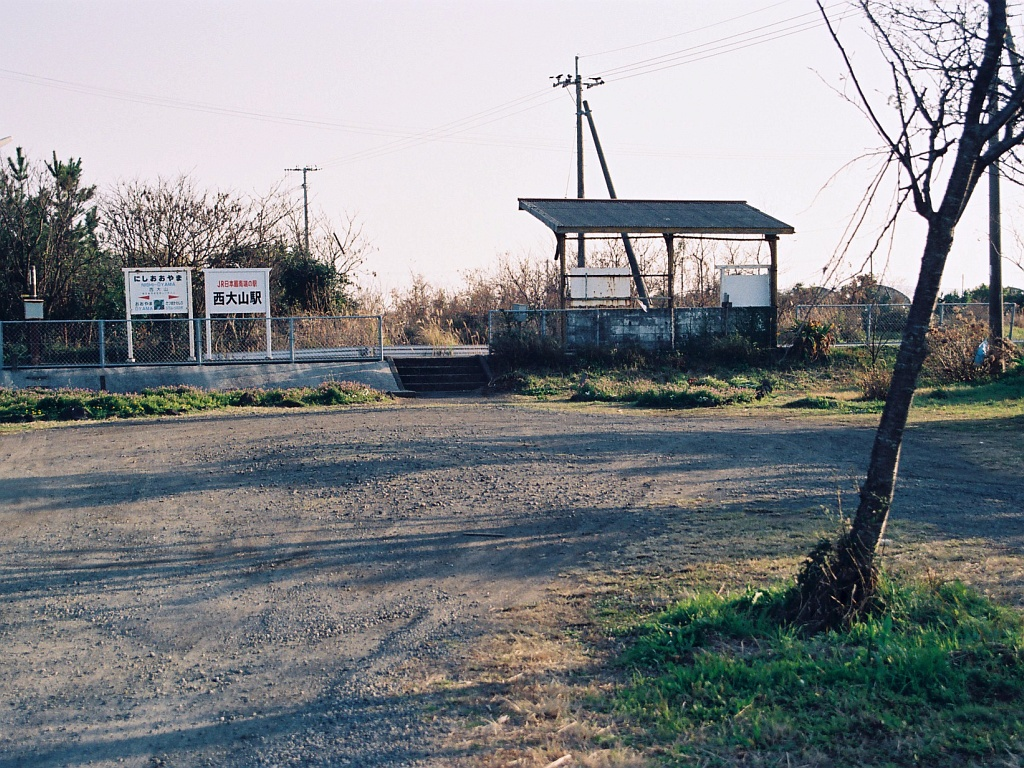
駐車場整備前の駅前（2004年）
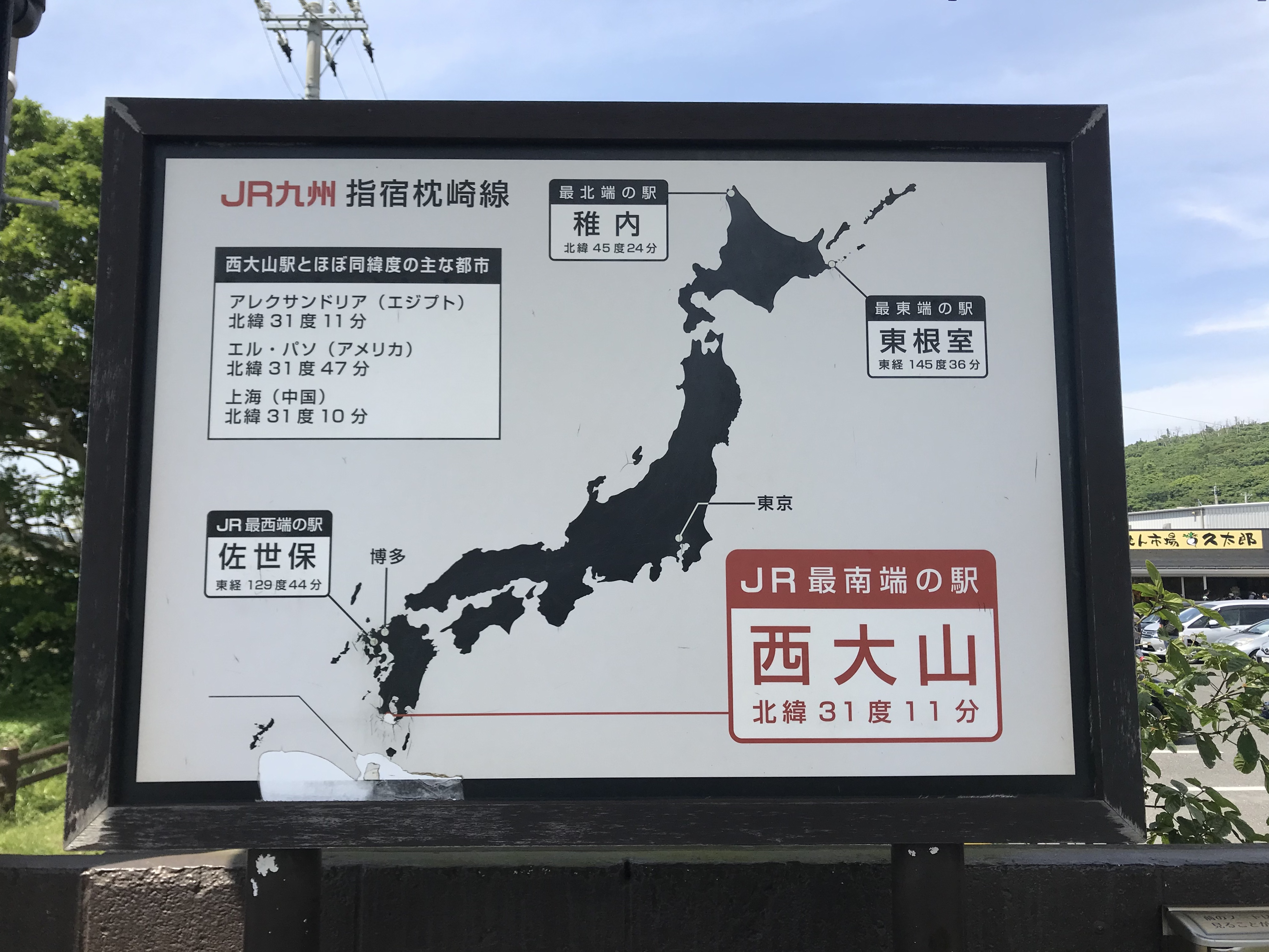
東西南北端の駅を紹介するホーム上の看板（2018年5月）
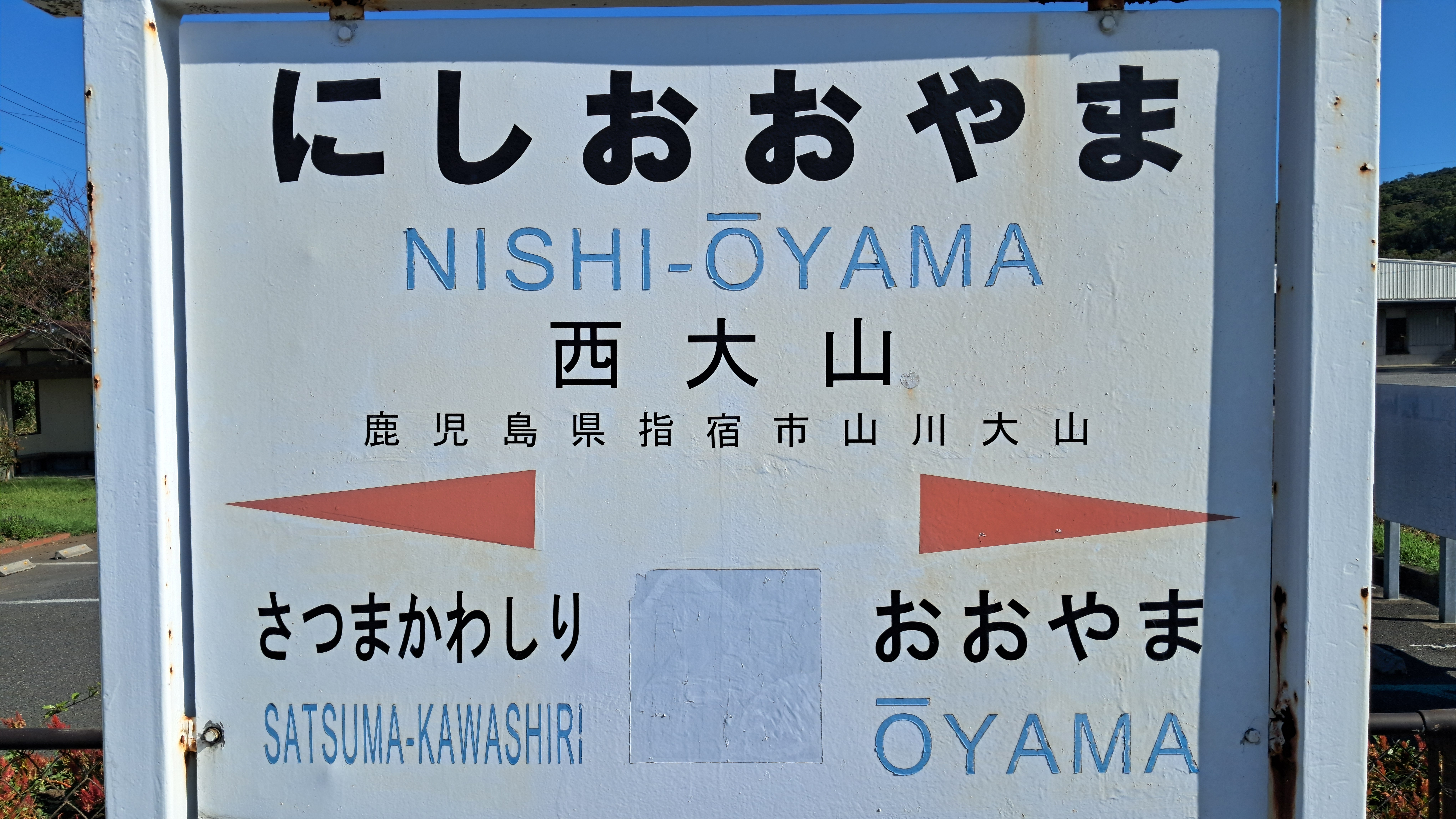
駅名標（2024年9月）

## 隣の駅
九州旅客鉄道（JR九州）
■指宿枕崎線
大山駅 - 西大山駅 - 薩摩川尻駅